# فريدريك الثاني

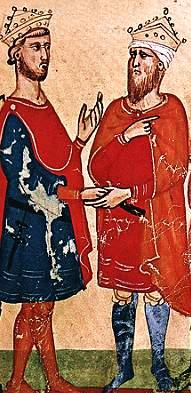
الكامل محمد بن العادل & فريدريك الثاني (1194-1250)

فريدريك الثاني (بالألمانية: Friedrich II von Staufen) (26 ديسمبر 1194 – 13 ديسمبر 1250) إمبراطور الرومانية المقدسة (1220 – 1250) ملك صقلية (1198 – 1250) من سلالة هوهنشتاوفن الألمانية. تميز عهده بالصراع مع البابوية من أجل السيطرة على إيطاليا. قاد الحملة الصليبية السادسة (1228-1229) توج نفسه ملكا على القدس عام 1229.
حكم فريدريك مملكة صقلية حكمًا جيدًا، وأسس جامعة نابولي عام 1224م وجعل من جامعة ساليرنو أفضل مدرسة طب في أوروبا، وكان طوال حياته في خلاف مع البابوات والمدن الناهضة في ألمانيا وإيطاليا. وقد أعجب فريدريك الثاني بالثقافة العربية الإسلامية وشجع دراستها والترجمة منها. وأصبحت صقلية في عهده مركزًا هامًا لانتقال الحضارة الإسلامية إلى أوروبا. وقد أغضب اهتمامه هذا رجال الدين المسيحيين فاتهموه بالهرطقة أو الخروج عن الدين.
أصبح فريدريك الثاني ملكاً على صقلية عندما كان ما يزال بعد في الرابعة من عمره، واصبح راس الأمبراطورية المقدسة قبل بلوغه الحادية والعشرين. أراد توحيد ألمانيا وإيطاليا على الرغم من وجود فوارق كثيرة في الطباع ووجهات النظر، والطموح، فضلاً عن اللغة والثقافة، ولكنه لقي مقاومة شديدة من الدول الإيطالية.
وفي عام 1228 م نظم الحملة الصليبية السادسة وتولى قيادتها، واستولى على القدس واعلن نفسه ملكاً عليها في السنة التالية.
كان فريدريك رجلاً مثقفاً، رعى الفنون وشجع العلم، وكانت تلك موضوعات يفهمها قلة من البشر، وقد أكسبته حكمته ومعرفته سمعة طيبة فاعتبر من أذكى الرجال في أوروبا، ولقب بمعجزة العالم.

## الميلاد والتسمية
ولد فريدريك الثاني في جيسي، بالقرب من أنكونا بإيطاليا، في 26 ديسمبر 1194، وهو ابن الإمبراطور هنري السادس. كان يُعرف باسم ابن بوليا. أنجبته والدته كونستانس في سن الأربعين، وروى بوكاتشيو في كتابه دي مولييريبوس كلارس (حول المرأة الضائعة) عن الإمبراطورة، بصفتها أميرة صقلية وعمة وليام الثاني من صقلية، توقعًا بأن زواجها سيدمر صقلية، مؤديًا إلى عزلها وحبسها كراهبة في دير للراهبات منذ طفولتها لتبقى عزباء إلى حين خطبتها المتأخرة لهنري في سن الثلاثين. بعض السجلات تقول بأن كونستانس أنجبت فريدريك في ساحة عامة من أجل تفادي أي شك حول أصله كابن جزار. تم تعميد فريدريك في أسيزي.
عند ولادة فريدريك، سمته والدته قسطنطين. هذا الاسم، الذي كان الشكل المذكر لاسم والدته، كان بمثابة تعريف قريب له مع كل من إرثه النورماندي وإرثه الإمبراطوري (من خلال قسطنطين العظيم، أول إمبراطور مسيحي). كان قسطنطين لا يزال اسمه إلى حين تتويجه ملكًا للرومان. لم يُمنح سوى أسماء أجداده، ليصبح فريدريك روجر (أو روجر فريدريك)، عند معموديته عندما كان في الثانية من عمره. خدم هذا الاسم المركب نفس هدف الاسم قسطنطين: التأكيد على إرثه الثنائي.
كانت ولادة فريدريك مصحوبة بالثرثرة والشائعات بسبب سن والدته المتقدم عند إنجابه. وفقًا لألبرت ستاد وسالمبين، لم يكن فريدريك ابن هنري وكونستانس، ولكنه قُدم إلى هنري على أنه ابنه بعد حمل مزيف. وُصف والده الحقيقي على أنه جزار من جيسي أو طبيب أو طحان أو صقار. ارتبطت ولادة فريدريك أيضًا بنبوءة مرلين. وفقًا لأندريا داندولو، الذي كتب على مسافة ما وغالبًا ما كان يسجل مجرد ثرثرة معاصرة، فإن هنري قد شك في التقارير المتعلقة بحمل زوجته واقتنع فقط بعد استشارة يواكيم الفيوري والعرّافة الإريثرانية. تزعم أسطورة لاحقة أن كونستانس أنجبت في ساحة جيسي العامة لإسكات المشككين. لا صحة لأي من هذه القصص، رغم أنه من الواضح أن كونستانس لجأت إلى ممارسات غير عادية لإثبات حملها وشرعيته. ذكرت روجر هاودن أنها أقسمت على الأناجيل أمام الممثل البابوي أن فريدريك هو ابنها وهنري. من المحتمل أن تكون أعمال التأكيد العلنية هذه بسبب سنها قد أدت إلى بعض الشائعات الكاذبة.

## نشأته
في عام 1196 انتُخب الرضيع فريدريك امبراطورًا على الإمبراطورية الرومانية المقدسة في فرانكفورت أم ماين، وبالتبعية وريثًا لتاج والده الإمبراطوري. كانت حقوقه في ألمانيا متنازعًا عليها من قبل شقيق هنري فيليب السوابي وأوتو الرابع. عند وفاة والده عام 1197 كان فريدريك في إيطاليا مسافرًا نحو ألمانيا، وإذ وصلت الأخبار السيئة إلى وصيّه كونراد سبوليتو، أُعيد فريدريك على عجلٍ إلى والدته كونستانس في باليرمو حيث توج ملكًا على صقلية في 17 مايو 1198 عن عمر يناهز ثلاث سنوات فقط.
كانت كونستانس الصقلية ملكة صقلية بصفتها الشخصية، وقد نصّبت نفسها وصيةً، وعند وفاتها عام 1198 خلفها البابا إينوسنت الثالث وصيًا على فريدريك. كان معلم فريدريك خلال هذه الفترة سينسيو، الذي سيصبح البابا هونوريوس الثالث. استعاد ماركورد فون نويلر بدعم من شقيق هنري، فيليب السوابي، الوصاية على العرش لنفسه وبعد فترة وجيزة من غزو مملكة صقلية في عام 1200، وبمساعدة من سفن جنوا هبط في صقلية وبعد عام واحد استولى على فريدريك الشاب. وهكذا حكم صقلية حتى عام 1202 إلى أن خلفه نقيب ألماني آخر، ويليام الكاباروني، الذي أبقى فريدريك تحت وصايته في القصر الملكي في باليرمو حتى عام 1206. أصبح فريدريك تباعًا تحت وصاية والتر باليريا وذلك حتى عام 1208 عندما بلغ فريدريك سن الرشد. كانت مهمته الأولى هي إعادة تأكيد سلطته على صقلية وجنوب إيطاليا حيث كان البارونات والمغامرون المحليون قد استولى على معظم السلطة.

## السياسة الخارجية والحروب

### الحملة الصليبية الخامسة
في الوقت الذي انتُخب فيه ملكًا للرومان، وعد فريدريك بالقيام بحملة صليبية. إلا أنه أجّل الموضوع باستمرار، وعلى الرغم من تجديد العهد بتتويجه ملكًا على ألمانيا، إلا أنه لم يسافر إلى مصر مع جيوش الحملة الصليبية الخامسة في عام 1217. بدلًا من ذلك، أرسل قوات إلى مصر بقيادة لويس الأول، دوق بافاريا. التوقعات المستمرة لوصوله أدت إلى رفض النائب البابوي بيلاغيوس عرض السلطان الأيوبي الكامل ناصر الدين محمد لاستعادة مملكة القدس اللاتينية للصليبيين مقابل انسحابهم من مصر، وتسببت في تعثر الحملة الصليبية باستمرار بانتظار وصوله المتأخر. انتهت الحملة الصليبية بالفشل بفقدان دمياط في عام 1221. ألقى البابا هونوريوس الثالث والجمهور المسيحي العام اللوم على فريدريك بهذه الهزيمة المأساوية.
في عام 1225، وبعد الاتفاق مع البابا هونوريوس على إطلاق حملة صليبية قبل عام 1228، استدعى فريدريك البرلمان الامبراطوري في كريمونا، وهي المدينة الرئيسية المؤيدة للإمبراطورية في لومبارديا. تمثلت الحجج الرئيسية لعقد البرلمان في مواصلة النضال ضد الهرطقة، وتنظيم الحملة الصليبية، وقبل كل شيء، استعادة السلطة الإمبراطورية في شمال إيطاليا، حيث كانت قد استولت عليها العديد من البلديات منذ فترة طويلة. رد المجتمعون على ذلك بإعادة تشكيل الرابطة اللومباردية، التي هزمت جده فريدريك بارباروسا في القرن الثاني عشر، واختاروا مجددًا ميلان لزعامة الرابطة. إلا أن البرلمان قد ألغي، واستقر الوضع من خلال التوصل إلى حل وسط بين فريدريك والرابطة عن طريق هونوريوس. خلال إقامته في شمال إيطاليا، نصّب فريدريك فرسان تيوتون في الأراضي التي ستصبح شرق بروسيا فيما بعد، بداية لما سُمي لاحقًا بالحملة الصليبية الشمالية.
انشغل فريدريك بالتعامل مع الرابطة عندما حاصر لويس الثامن ملك فرنسا مدينة أفينيون، وهي مدينة إمبراطورية، في يونيو 1226م. أرسل بارونات الجيش الفرنسي رسالة إلى فريدريك يبررون فيها فعلهم بأنه ضرورة عسكرية، وبعد بضعة أيام من بدء الحصار، وافق هنري السابع على تحالف مع فرنسا تم توقيعه في عام 1223م.

### الحملة الصليبية السادسة
تأخرت فريدريك في الحملة الصليبية بسبب مشاكل جابهت الاستقرار داخل الإمبراطورية. لم يكن حتى عام 1225، عندما تزوج فريدريك من إيزابيلا الثانية ملكة القدس بالنيابة، وهي وريثة مملكة القدس، حينها بدا إطلاق الحملة مؤكدًا. على الفور، عمل فريدريك على إقصاء والد زوجته جان دي بريين، ملك القدس، ونقل الأحقية إلى الإمبراطور. في أغسطس 1227، انطلق فريدريك إلى الأرض المقدسة من برينديسي، ولكنه اضطر للعودة عندما أُصيب بوباء تفشى هناك. حتى سيد فرسان تيوتون، هيرمان فون سالزا، بالعودة إلى البر الرئيسي ليتعافى. في 29 سبتمبر 1227، جُرّم فريدريك بالطرد الكنسي من قبل البابا غريغوري التاسع بسبب عدم الوفاء بوعده بالمشاركة في الحملة الصليبية.
شكك العديد من المؤرخين المعاصرين في صدق مرض فريدريك، ويمكن تفسير موقفهم بميولهم المؤيدة للبابوية. كتب روجر وندوفر، مؤرخ من ذلك الوقت، قائلًا:
ذهب إلى البحر الأبيض المتوسط واستقل برفقة مجموعة صغيرة، ولكن بعد زعمه الزحف للأرض المقدسة لمدة ثلاثة أيام، قال إنه أصيب بمرض مفاجئ... تسبب هذا السلوك للإمبراطور في فضيحة كبيرة، وأضر كثيرًا بكل عملية الحملة الصليبية.
في النهاية، أبحر فريدريك مجددًا من برينديسي في يونيو 1228. اعتبر البابا جريجوري التاسع هذا العمل استفزازيًا. حيث إن فريدريك، كمنفى، لم يكن قادرًا على قيادة حملة صليبية، وطرد الإمبراطور للمرة الثانية. وصل فريدريك إلى عكا في سبتمبر. كان العديد من النبلاء المحليين، وفرسان الهيكل، والاسبتاليين غير راغبين في تقديم دعم واضح له. نظرًا لأن جيش الحملة كان قوة صغيرة بالفعل، تفاوض فريدريك على خطى الاتفاق السابق الذي اعتزم التوسط فيه مع السلطان الأيوبي الكامل. أسفرت الاتفاقية التي وقعت في فبراير 1229م عن استعادة القدس والناصرة وبيت لحم وشريط ساحلي صغير لمملكة القدس، على الرغم من وجود اختلافات فيما يتعلق بمدى الأراضي التي تمت استعادتها.
أوضحت الاتفاقية أيضًا أن قبة الصخرة والمسجد الأقصى ستظلان تحت سيطرة المسلمين، وأن مدينة القدس ستظل بلا تحصينات. عارض معظم المتصلين بالحملة الصليبية، بمن فيهم فرسان الهيكل والاسبتاليين هذا الاتفاق بوصفه حيلة سياسية من جانب فريدريك لاستعادة مملكته مع خيانة قضية الصليبيين. شعر السلطان الكامل بالقلق من الحرب المحتملة مع أقاربه الذين حكموا سوريا وبلاد ما بين النهرين، وأراد تجنب مزيد من المتاعب من المسيحيين، على الأقل حتى تهدئة خصومه المحليين.
انتهت الحملة الصليبية بتوقيع هدنة وتتويج فريدريك ملكًا على القدس في 18 مارس 1229، على الرغم من أن ذلك لم يكن مناسبًا تقنيًا. تُوفيت زوجة فريدريك، إيزابيلا، الوريثة، مما ترك طفلهما الرضيع كونراد ملكًا شرعيًا. هناك أيضًا خلاف بشأن ما إذا كان «التتويج» فعلًا تتويجًا من الأساس. إذ يشير خطاب كتبه فريدريك إلى هنري الثالث ملك إنجلترا إلى أن التاج الذي وضعه على رأسه في الواقع كان تاج الإمبراطورية الرومانية.
خلال تتويجه، ربما ارتدى الرداء الحريري الأحمر الذي صُنع خلال فترة حكم روجر الثاني. حمل ذلك الرداء نقشًا عربيًا يشير إلى أنه يعود إلى السنة 528 في التقويم الهجري، ويحمل دعاءً عامًا يتمنى لمارسه «الازدهار الواسع، والكرم الكبير والبريق العالي، والشهرة والهبات البديعة، وتحقيق أمانيه وآماله. ولتكن أيامه ولياليه مليئة بالمتعة دون نهاية أو تغيير». يمكن العثور على هذا الرداء التتويجي اليوم في متحف تاريخ الفنون في فيينا.
في أي حال، لم يحضر جيرالد من لوزان، البطريرك اللاتيني للقدس، مراسم التتويج؛ في الواقع، في اليوم التالي وصل أسقف قيسارية لفرض الحجر الكنسي على المدينة بأمر من البطريرك. واجهت محاولات فريدريك اللاحقة للحكم على مملكة القدس مقاومة من قبل البارونات، بقيادة جون من إبلين، سيد بيروت. في منتصف الثلاثينيات من القرن الثالث عشر، اضطر نائب فريدريك لمغادرة عكا، وفي عام 1244، وبعد حصار، خسرت القدس مرة أخرى بسبب هجوم مسلم جديد.
بينما جلبت استعادة فريدريك الظاهرية للقدس للصليب عظيم السمعة في بعض الدوائر الأوروبية، إلا أن قراره بإكمال الحملة الصليبية وهو مُحرّم كنسيًا جلب له العداء من الكنيسة. رغم رفع البابا عن فريدريك في عام 1230، إلا أن هذا القرار اتخذ لأسباب متعددة تتعلق بالوضع السياسي في أوروبا. قال فيليب من نوفارا، مؤرخ من تلك الفترة: «ترك الإمبراطور عكا [بعد ختام الهدنة]، مكروهًا وملعونًا ومذمومًا». تأثرت هذه الحملة بشكل عام، والتي يمكن القول إنها كانت الحملة الصليبية الأولى الناجحة منذ الحملة الصليبية الأولى، بسبب طريقة تنفيذ فريدريك للمفاوضات دون دعم من الكنيسة. ترك وراءه مملكة في الشام ممزقة بين وكلاءه والنبلاء المحليين، حروب أهلية عرفت باسم حروب اللومبارد.

دعم الدعاة اليوشعيون الرحالة إضافة إلى الفرنسيسكانيين الرايدكاليين، المعروفين بالروحيين، فريدريك. رغم الحجر الكنسي الذي فُرض على أراضيه، فإن الدعاة كانوا يدينون البابا ويواصلون تقديم الأسرار المقدسة والتمائم الغفرانية. أعلن الأخ أرنولد في شوابيا عن المجيء الثاني للمسيح في عام 1260، وحينئذٍ سيقوم فريدريك بمصادرة ثروات روما وتوزيعها على الفقراء، «المسيحيين الحقيقيين الوحيدين».
| سبقه كونستانس | ملك صقلية 1198-1250 مع كونستانس (1198) مع هنري الثاني (1212-1217) | تبعه كونراد الأول |

| سبقه أوتو الرابع | الإمبراطورية الرومانية المقدسة 1220 - 1250 | تبعه هنري السابع |

## وصلات خارجية
- فريدريك الثاني على موقع الموسوعة البريطانية (الإنجليزية)
- سفر مزامير فيديريكو الثاني